# ژاپن در المپیک
کشور ژاپن در بازی‌های المپیک توانسته ۳۹۸ مدال در بازی‌های المپیک تابستانی و ۳۷ مدال در بازی‌های المپیک زمستانی کسب کند.

## جدول مدال‌ها بر پایه بازی‌ها

### بازی‌های المپیک تابستانی
| بازی              | ورزشکار             | طلا                 | نقره                | برنز                | مجموع               | رتبه                |
| ۱۹۱۲ استکهلم      | ۲                   | ۰                   | ۰                   | ۰                   | ۰                   | –                   |
| ۱۹۲۰ آنتورپ       | ۱۵                  | ۰                   | ۲                   | ۰                   | ۲                   | ۱۷                  |
| ۱۹۲۴ پاریس        | ۱۹                  | ۰                   | ۰                   | ۱                   | ۱                   | ۲۳                  |
| ۱۹۲۸ آمستردام     | ۴۳                  | ۲                   | ۲                   | ۱                   | ۵                   | ۱۵                  |
| ۱۹۳۲ لس آنجلس     | ۱۳۱                 | ۷                   | ۷                   | ۴                   | ۱۸                  | ۵                   |
| ۱۹۳۶ برلین        | ۱۵۶                 | ۶                   | ۴                   | ۸                   | ۱۸                  | ۸                   |
| ۱۹۴۸ لندن         | شرکت نداشت          | شرکت نداشت          | شرکت نداشت          | شرکت نداشت          | شرکت نداشت          | شرکت نداشت          |
| ۱۹۵۲ هلسینکی      | ۶۹                  | ۱                   | ۶                   | ۲                   | ۹                   | ۱۷                  |
| ۱۹۵۶ ملبورن       | ۱۱۰                 | ۴                   | ۱۰                  | ۵                   | ۱۹                  | ۱۰                  |
| ۱۹۶۰ رم           | ۱۶۲                 | ۴                   | ۷                   | ۷                   | ۱۸                  | ۸                   |
| ۱۹۶۴ توکیو        | ۳۲۸                 | ۱۶                  | ۵                   | ۸                   | ۲۹                  | ۳                   |
| ۱۹۶۸ مکزیکو سیتی  | ۱۷۱                 | ۱۱                  | ۷                   | ۷                   | ۲۵                  | ۳                   |
| ۱۹۷۲ مونیخ        | ۱۸۴                 | ۱۳                  | ۸                   | ۸                   | ۲۹                  | ۵                   |
| ۱۹۷۶ مونترال      | ۲۱۳                 | ۹                   | ۶                   | ۱۰                  | ۲۵                  | ۵                   |
| ۱۹۸۰ مسکو         | did not participate | did not participate | did not participate | did not participate | did not participate | did not participate |
| ۱۹۸۴ لس آنجلس     | ۲۲۶                 | ۱۰                  | ۸                   | ۱۴                  | ۳۲                  | ۷                   |
| ۱۹۸۸ سئول         | ۲۵۵                 | ۴                   | ۳                   | ۷                   | ۱۴                  | ۱۴                  |
| ۱۹۹۲ بارسلونا     | ۲۵۶                 | ۳                   | ۸                   | ۱۱                  | ۲۲                  | ۱۷                  |
| ۱۹۹۶ آتلانتا      | ۳۰۶                 | ۳                   | ۶                   | ۵                   | ۱۴                  | ۲۳                  |
| ۲۰۰۰ سیدنی        | ۲۶۶                 | ۵                   | ۸                   | ۵                   | ۱۸                  | ۱۵                  |
| ۲۰۰۴ آتن          | ۳۰۶                 | ۱۶                  | ۹                   | ۱۲                  | ۳۷                  | ۵                   |
| ۲۰۰۸ پکن          | ۳۳۲                 | ۹                   | ۶                   | ۱۰                  | ۲۵                  | ۸                   |
| ۲۰۱۲ لندن         | ۲۹۵                 | ۷                   | ۱۴                  | ۱۷                  | ۳۸                  | ۱۱                  |
| ۲۰۱۶ ریو د ژانیرو |                     |                     |                     |                     |                     |                     |
| ۲۰۲۰ توکیو        |                     |                     |                     |                     |                     |                     |
| مجموع             | مجموع               | ۱۳۰                 | ۱۲۶                 | ۱۴۲                 | ۳۹۸                 | ۱۳                  |

|